# Cose da maschi
(Tagline del film)
Cose da maschi (A Guy Thing) è un film del 2003 diretto da Chris Koch ed interpretato da Jason Lee, Julia Stiles e Selma Blair.

## Trama
Seattle. Paul è un ragazzo ormai prossimo al matrimonio con la storica fidanzata Karen. Malauguratamente per lui, la mattina successiva alla festa di addio al celibato si risveglia nel letto accanto a Becky, una giovane e scapestrata ragazza conosciuta la sera prima. Presumendo di essere andato a letto con lei, Paul caccia Becky salvo rivederla la sera stessa, a una cena di famiglia, quando scopre essere la cugina di Karen.
Nei giorni successivi, cercando in tutti i modi di nascondere la cosa alla futura moglie, Paul finisce per cacciarsi in ogni tipo di guaio. Ben presto, a questa complicata situazione si aggiungono Ray, l'ex ragazzo di Becky, un poliziotto molto geloso, e Pete, il fratello di Paul, che dimostra invece, non troppo velatamente, di provare qualcosa per Karen. E Paul stesso, nell'imminenza delle nozze, si rende conto di iniziare a nutrire un forte sentimento per la scatenata Becky, ben più profondo di quello per la sua più tranquilla fidanzata.